# (83598) Aiweiwei
(83598) Aiweiwei est un astéroïde de la ceinture principale.

## Description
(83598) Aiweiwei est un astéroïde de la ceinture principale. Il fut découvert le 25 septembre 2001 à l'observatoire Desert Eagle par William Kwong Yu Yeung. Il présente une orbite caractérisée par un demi-grand axe de 2,98 UA, une excentricité de 0,12 et une inclinaison de 11,4° par rapport à l'écliptique.

## Compléments